# Mortoniella brachyrhachos
Mortoniella brachyrhachos là một loài Trichoptera thuộc họ Glossosomatidae. Chúng phân bố ở vùng Tân nhiệt đới.